# Thierry Robert (football)
Pour les articles homonymes, voir Thierry Robert et Robert.
Ne pas confondre avec Robert Thierry, joueur de rugby
Thierry Robert, né le 20 septembre 1964 à Saint-Benoît, est un footballeur français des années 1980 et 1990.

## Biographie
Né le 20 septembre 1964 à Saint-Benoît, à La Réunion, Thierry Robert évolue durant sa jeunesse avec les Léopards de Saint-André, club de son île natale. En 1983, il part pour la métropole, recruté par le club breton du Stade rennais, qui vient de monter en Division 1. Thierry Robert fait ses débuts professionnels lors d'un match disputé contre le Football Club de Metz, le 3 mars 1984, en remplaçant Bernard Samson. Il dispute cinq matchs de D1 durant cette première saison, dont deux comme titulaire. Durant les deux saisons suivantes, il intègre progressivement l'équipe professionnelle, sans parvenir à s'y imposer réellement, que ce soit en défense ou au milieu de terrain.
En 1986-1987, Thierry Robert est prêté par le Stade rennais à l'AEP Bourg-sous-la-Roche, club qui évolue en deuxième division. Il dispute 33 matchs de championnat et marque son premier but professionnel, au sein d'un club qui termine à la quatorzième place de son groupe, et est relégué en Division 3. Le Stade rennais, lui aussi relégué, décide néanmoins de son retour, alors que son effectif est grandement renouvelé. Le nouvel entraîneur rennais, Raymond Keruzoré, décide alors de l'associer au Hongrois Imre Garaba en défense centrale, mais Thierry Robert n'est pas jugé assez convaincant durant la saison 1987-1988. Son transfert est décidé dès le mois d'avril 1988.
Thierry Robert quitte alors la Bretagne pour retrouver l'AEP Bourg-sous-la-Roche, qui — promu en Division 2 — évolue dans le même groupe que le Stade rennais. En deux saisons à ce niveau, il dispute 60 matchs de championnat avec le club vendéen. Sa carrière en métropole se clôt par deux dernières années avec Le Touquet Athletic Club, en Division 3. Il rentre ensuite à La Réunion, où il devient entraîneur.

## Statistiques
Le tableau suivant récapitule les statistiques de Thierry Robert durant sa carrière professionnelle,,.
| Saison                | Club                           | Championnat           | Championnat | Championnat | Coupe(s) nationale(s) | Coupe(s) nationale(s) | Total | Total |
| Saison                | Club                           | Division              | M.          | B.          | M.                    | B.                    | M.    | B.    |
| 1983-1984             | Stade rennais FC               | D1                    | 5           | 0           | 0                     | 0                     | 5     | 0     |
| 1984-1985             | Stade rennais FC               | D2                    | 18          | 0           | 2                     | 0                     | 20    | 0     |
| 1985-1986             | Stade rennais FC               | D1                    | 12          | 0           | 1                     | 0                     | 13    | 0     |
| 1986-1987             | AEP Bourg-sous-la-Roche (prêt) | D2                    | 33          | 1           | 2                     | 1                     | 35    | 2     |
| 1987-1988             | Stade rennais FC               | D2                    | 27          | 0           | 2                     | 0                     | 29    | 0     |
| 1988-1989             | AEP Bourg-sous-la-Roche        | D2                    | 28          | 0           | 3                     | 0                     | 31    | 0     |
| 1989-1990             | La Roche VF                    | D2                    | 32          | 0           | 0                     | 0                     | 32    | 0     |
| 1990-1991             | Le Touquet AC                  | D3                    | 29          | 1           | 0                     | 0                     | 29    | 1     |
| 1991-1992             | Le Touquet AC                  | D3                    | 29          | 0           | 0                     | 0                     | 29    | 0     |
| Total sur la carrière | Total sur la carrière          | Total sur la carrière | 213         | 2           | 10                    | 1                     | 223   | 3     |